# Phrurotimpus mormon
Phrurotimpus mormon är en spindelart som först beskrevs av Chamberlin och Willis J. Gertsch 1930.  Phrurotimpus mormon ingår i släktet Phrurotimpus och familjen flinkspindlar. Utöver nominatformen finns också underarten P. m. xanthus.